# Barry Robson
Barry Gordon George Robson (Aberdeen, 7 novembre 1978) è un ex calciatore scozzese, di ruolo centrocampista.

## Palmarès

### Club

#### Competizioni nazionali
- Coppa di Lega scozzese: 2

Celtic: 2008-2009
Aberdeen: 2013-2014